# Cryptodaphne affinis
Cryptodaphne affinis é uma espécie de gastrópode do gênero Cryptodaphne, pertencente à família Raphitomidae.